# 萨维尼亚克 (吉伦特省)
萨维尼亚克（法語：Savignac，法語發音：[saviɲak]）是法国吉伦特省的一个市镇，属于朗贡区。该市镇总面积17.02平方公里，2009年时的人口为575人。

## 人口
萨维尼亚克人口变化图示